# X Cygni
Désignations
X Cygni est une étoile de la constellation du Cygne. C'est une variable céphéide classique dont la magnitude apparente varie entre 5,95 et 6,91 sur une période de 16,386 jours.